# Mimmo Calopresti

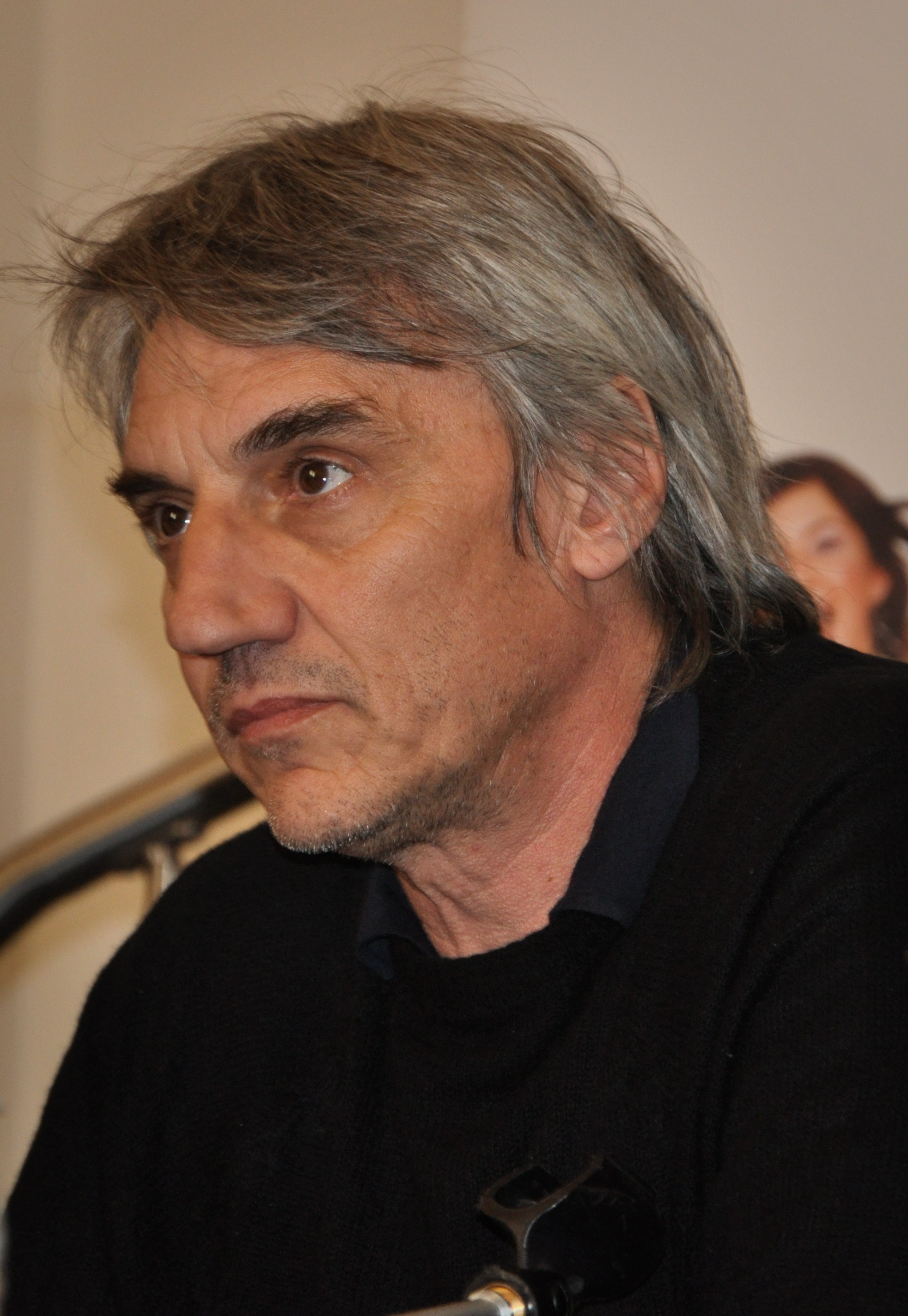
Mimmo Calopresti

Mimmo Calopresti (eigentlich Domenico Calopresti, * 4. Januar 1955 in Polistena, Provinz Reggio Calabria) ist ein italienischer Dokumentarfilmer und Filmregisseur.

## Leben
Calopresti gewann 1985 mit der Videoproduktion A proposita di sbavature das Festival Cinema Giovani di Torino; im selben Jahr begann auch seine Arbeit mit dem audiovisuellen Archiv des Movimento Operaio. Er realisierte einige Dokumentationen, darunter der im Turiner Gefängnis entstandene Ripresi und Alla Fiat era così über die Autogewerkschaft. Mit seinem Gespür für soziale Themen war er mehr und mehr für das Fernsehen tätig. 1996 debütierte er mit Das zweite Mal beim Spielfilm, wobei er auch das Drehbuch schrieb und eine Hauptrolle übernahm. Bis 2010 folgten etwa zehn Arbeiten. Seine Filme wurden mehrfach für Preise nominiert; mit Ist Liebe nur ein Wort? konnte er 1998 den Nastro d’Argento für die beste Originalstory gewinnen. Seit diesem Film produziert sich Calopresti auch selbst; sehr gelegentlich tritt er als Schauspieler bei Kollegen auf.

## Filmografie (Auswahl)
- 1996: Das zweite Mal (La seconda volta)
- 1998: Ist Liebe nur ein Wort? (La parola amore esiste)
- 2000: Ich liebe das Rauschen des Meeres (Preferisco il rumore del mare)
- 2003: Eher geht ein Kamel durchs Nadelöhr… (Il est plus facile pour un chameau…) (Nur Produktion)
- 2006: Volevo sole vivere (Dokumentarfilm)